# Karl Culmann
Karl Culmann (ur. 10 lipca 1821, zm. 9 grudnia 1881 w Zurychu) – niemiecki inżynier, od 1855 profesor Politechniki Federalnej w Zurychu. Podał on graficzną metodę wyznaczania sił w konstrukcjach kratowych, od jego nazwiska zwaną metodą Culmanna.